# Etienne Soubre (componist)

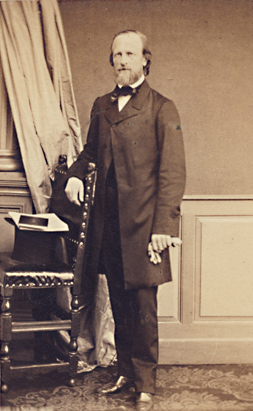

Etienne Joseph Soubre (Luik, 30 december 1813 – Luik, 8 september 1871) was een Belgisch componist.

## Leven
Hij werd in Luik geboren als tweede van tien kinderen van het echtpaar Jean Joseph Soubre (1788-1864) en Marie Françoise Hubertine Thiriart (1791-1861). De schilder Charles Soubre (1821-1895) was zijn broer.
Hij kreeg zijn muzikale opleiding vanaf 1827 aan het toen pas geopende conservatorium van Luik. Hij behaalde er de eerste prijzen in harmonie, contrapunt en fuga.
In 1841 won hij de Prijs van Rome voor muziek met zijn cantate Sardanapale. De tweejaarlijkse Romeprijs voor muziek was pas in 1840 ingesteld, zodat hij de eerste laureaat in deze discipline was. De prijs liet hem toe een aantal jaren doorheen Duitsland, Italië en Frankrijk te trekken. In die periode (1838-1844) dirigeerde hij de eerste mannenzangvereniging in Luik.
Op 27 augustus 1844 huwde hij te Luik met Marie Anne Mottet (1822-1903). Het echtpaar kreeg zes kinderen, onder wie de architect Charles Etienne Soubre (1846-1915).
Kort na zijn huwelijk vestigde hij zich in Brussel. Hij gaf er muziekonderricht, was dirigent van Réunion Lyrique en de Philharmonie en componeerde er onder meer zijn Hymne à Godefroid de Bouillon die op 19 augustus 1850 te Antwerpen werd uitgevoerd met de medewerking van 46 verenigingen uit België, Duitsland en Nederland met in totaal 1500 uitvoerders. Hij componeerde ook een opera Isoline ou les Chaperons blancs die in de Munt werd opgevoerd. Daarnaast componeerde hij veel koorliederen. Gedurende enkele jaren leidde hij de Société Philharmonique de Bruxelles. 
In 1861 werd hij aangesteld tot inspecteur van het muziekonderwijs en het jaar daarop, in 1862, werd hij directeur van het Conservatorium van Luik, een functie die hij tot aan zijn dood zou bekleden.
In januari 1871 werd hij lid van de Académie royale de Belgique (Classe des Beaux-Arts). Enkele maanden later overleed hij plots ingevolge een slagaderbreuk, nog geen 58 jaar oud. De afscheidsredes uitgesproken op de begrafenis verschenen integraal in La Meuse van 12 september 1871.
Hij was ridder in de Leopoldsorde. De beeldhouwer Jules Halkin (1830-1888) maakte een buste van hem in 1871. Een bronzen versie bevindt zich in het conservatorium in Luik. In 1889 werd een exemplaar in marmer gemaakt voor de Académie royale de Belgique.
In de stad Luik is er een Rue Etienne Soubre.

## Werken (selectie)
- Sinfonie fantastique à grand orchestre (1835)[2]
- Hymne à Godefroid de Bouillon
- Symphonie triomphale (1853)
- Isoline ou les Chaperons blancs, opera (1855)
- Requiem (1859)
- Chant ossianique
- Prière avant la bataille
- La branche d'Amandier

- Bibliothèque nationale de France: cb164281547 (data)
- CiNii: DA18694522
- Gemeinsame Normdatei: 117484393
- International Standard Name Identifier: 0000 0004 6021 4393
- Library of Congress Control Number: no2017010279
- Système universitaire de documentation: 257795413
- Virtual International Authority File: 67244352
- WorldCat: E39PBJqK7QVTwrw3p3GqCvdJDq